# Jean-Jacques Grunenwald
Jean-Jacques Grunenwald (* 2. Februar 1911 in Cran-Gevrier; † 19. Dezember 1982 in Paris) war ein französischer Organist, Komponist und Musikpädagoge.

## Leben und Werk

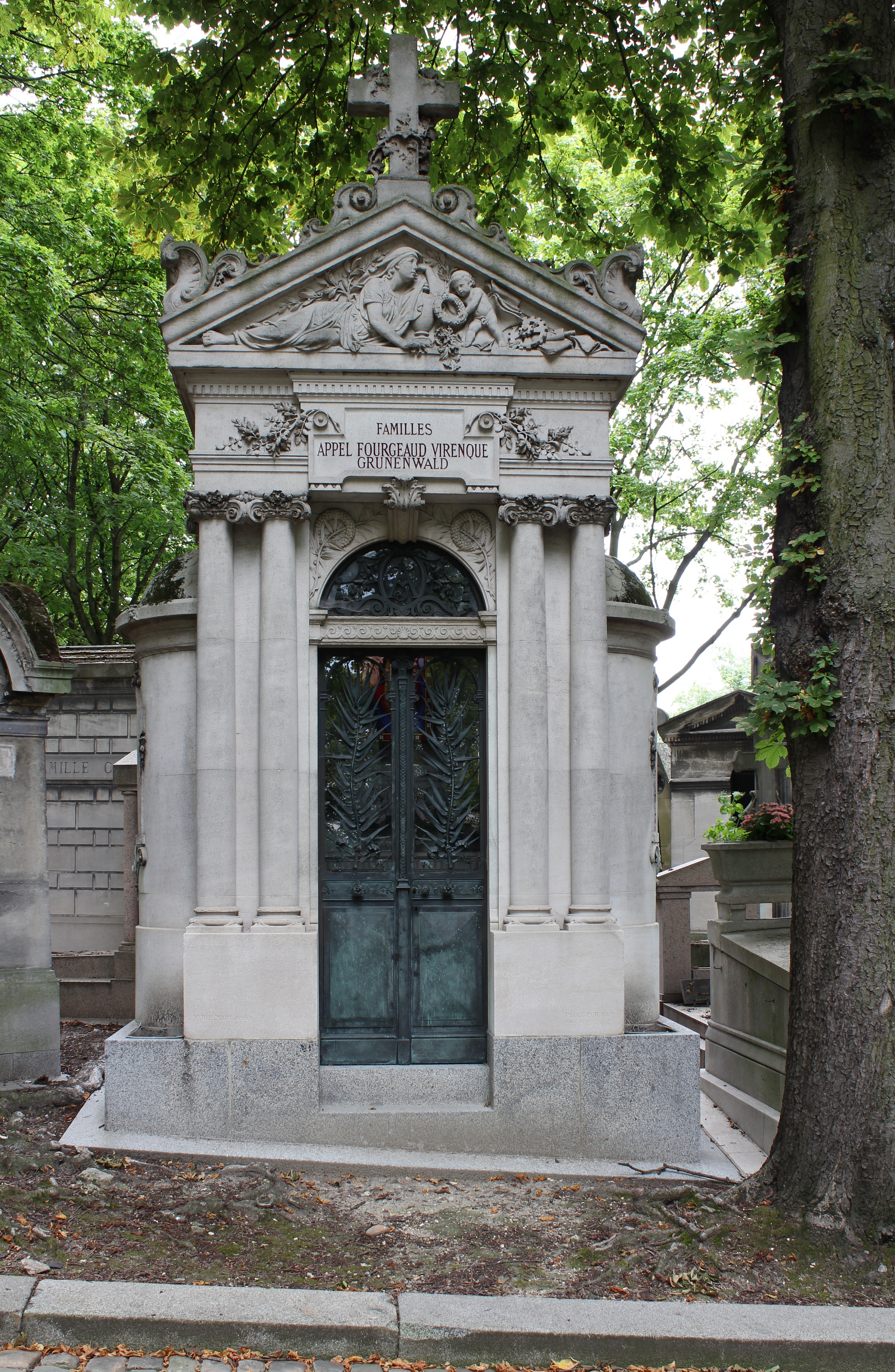
Chapelle funéraire auf dem Pariser Friedhof Père-Lachaise

Jean-Jacques Grunenwald wurde 1911 in Cran-Gevrier bei Annecy geboren. Er studierte am Pariser Konservatorium, wo er erste Preise in Orgelspiel und Improvisation (1935, Marcel Dupré) sowie Komposition (1937, Henri Busser) erhielt. Zwei Jahre später wurde Grunenwald mit dem bedeutenden Zweiten Rompreis („Second Grand Prix du Rome“) für seine Kantate La farce du Mari fondu ausgezeichnet.
Zusätzlich zu seiner musikalischen Ausbildung studierte Grunenwald an der École nationale supérieure des beaux-arts de Paris in Paris, die er 1941 als ausgebildeter Architekt verließ. 1955 wurde Grunenwald Titularorganist an St-Pierre de Montrouge in Paris. Zwei Jahre später begann er eine Gesamteinspielung der Orgelwerke Johann Sebastian Bachs auf 24 LPs (eine Weltersteinspielung), die er 1962 abschloss. Die Aufnahmen fanden an der Gonzales-Orgel der Kathedrale in Soissons statt.
Von 1957 bis 1961 war er Professor für Orgel an der Schola Cantorum; von 1961 bis 1966 unterrichtete er Orgel am Konservatorium in Genf. Zu seinen Schülern zählten Jean-Pierre Decavèle, Raffi Ourgandjian und Louis Robilliard. Im Januar 1973 folgte Jean-Jacques Grunenwald seinem Lehrer Marcel Dupré als Titularorganist an Saint-Sulpice in Paris nach, eine Stelle, die er bis zu seinem Tode 1982 im Alter von 71 Jahren innehatte. Als Organist spielte er weltweit über 1500 Konzerte.
Der Komponist Jean-Jacques Grunenwald schrieb zahlreiche Orgel- und Klavierwerke, sowie Kammermusik, Orchesterwerke, Oratorien, und mehrere bedeutende Filmmusiken, etwa zu Monsieur Vincent (1947).
Grunenwald wurde in der Kapelle der Familie Fourgeaud Anruf Virenque Grunenwald auf dem Friedhof Père-Lachaise in Paris beigesetzt.

## Kompositionen

### Orgel solo
- Première Suite (1937)
- Deuxième Suite (1938)
- Berceuse (1939)
- Quatre Élévations (1939)
- Hymne aux Mémoires héroïques (1939)
- Hymne à la Splendeur des Clartés (1940)
- Variations brèves sur un Noël du XVIe Siècle Je me suis levé (1949)
- Cinq Pièces pour l'Office Divin (1952)
- Fugue sur les jeux d'anches (1954)
- Diptyque liturgique (1956)
- Hommage à Josquin des Prés (1956)
- Introduction et aria (1956)
- Messe du Très Saint Sacrement (1960)
- Adoratio (1964)
- Sonate (1964)
- Pièce en Mosaïque (Contrastes) (1966)
- Pastorale mystique (1968)
- Oppositions (1976)
- Postlude alleluiatique (1977)

### Klavier
- Prélude (1936)
- La mélodie intérieure (1944)
- Fantasmagorie (Scherzo) (1946)
- Cahier pour Gérard: cinq pièces (1948)
- Capriccio pour piano… (1958)
- Partita (1971)

### Klavier und Orchester
- Concerto (1940)
- Concert d'été für Klavier und Streichorchester (1944)

### Orchester
- Fêtes de la lumière (1937)
- Ouverture pour un drame sacré (1954)

### Verschiedene Werke
- Suite de danses für Cembalo oder Klavier (1948)
- Fantaisie-arabesque für Cembalo (oder Klavier), Oboe, A-Klarinette und Fagott (1950)
- Sardanapale: drame lyrique en trois actes (1950)
- Variations sur un thème de Machaut für Cembalo (1957)
- Henry Barraud (1900-1997): Te Deum für Orchester, eingerichtet für Chöre und Orgel von Jean-Jacques Grunenwald (1957)
- Psaume CXXIX (De profundis) für gemischten Chor und Orchester (1961)
- Tu es Petrus für Chor und zwei Orgeln (1965)
- Fantaisie en dialogue für Orgel und Orchester (1965)
- Sonate de concert für Trompete und Streichorchester oder Trompete und Orgel (1967)

## Filmografie
- 1943: Das Hohelied der Liebe (Les Anges du Péché), Regie: Robert Bresson
- 1945: Falbalas – Sein letztes Modell (Falbalas) – Regisseur: Jacques Becker
- 1945: Die Damen vom Bois de Boulogne (Les Dames du Bois de Boulogne), Regie: Robert Bresson
- 1947: Letzte Zuflucht (Dernier refuge) – Regisseur: Marc Maurette
- 1947: Zwei in Paris (Antoine et Antoinette), Regie: Jacques Becker
- 1947: Monsieur Vincent, Regie: Maurice Cloche
- 1949: Docteur Laennec, Regie: Maurice Cloche
- 1949: La Route inconnue, Regie: Léon Poirier
- 1949: Jugend von heute (Rendez-vous de juillet), Regie: Jacques Becker
- 1951: Tagebuch eines Landpfarrers (Le Journal d′un Curé de Campagne), Regie: Robert Bresson
- 1951: Edouard und Caroline (Édouard et Caroline), Regie: Jacques Becker
- 1952: Die Wahrheit über unsere Ehe (La vérité sur Bébé Donge), Regie: Henri Decoin
- 1952: La Demoiselle et son revenant, Regie: Marc Allégret
- 1953: Mina de Vanghel, Regie: Maurice Barry und Maurice Clavel
- 1953: Eine wunderbare Liebe (L'Étrange désir de Monsieur Bard), Regie: Géza von Radványi
- 1953: Die Liebenden von Toledo (Les amants de Tolède), Regie: Henri Decoin und Fernando Palacios
- 1953: Der scharlachrote Vorhang (Le Rideau cramoisi), Regie: Alexandre Astruc
- 1954: Navigation marchande atlantique, Regie: Georges Franju
- 1954: Le Chevalier de la nuit, Regie: Robert Darène
- 1954: Der Abtrünnige (Le Défroqué), Regie: Léo Joannon
- 1956: Der Mann mit dem goldenen Schlüssel (L'Homme aux clefs d'or), Regie: Léo Joannon
- 1957: S.O.S. Noronha, Regie: Georges Rouquier
- 1957: Arsène Lupin, der Millionendieb (Les Aventures d'Arsène Lupin), Regie: Jacques Becker
- 1963: Alles wegen dieser Frauen (À cause, à cause d'une femme),  Regie: Michel Deville

## Bibliographie
- Jean-Jacques Grunenwald: organiste, compositeur, architecte. L'Orgue: Cahiers et mémoires No. 36 (1986). Paris: Association des Amis de l'Orgue, 1986.
- Xavier Darasse: Jean-Jacques Grunenwald, in Guide de la musique d’orgue, herausgegeben von Gilles Cantagrel. Fayard, Paris 1991: 417–419.
- A. Machabey: Portraits de trente musiciens français. Paris, 1949: 93–96.
- Gérard Serret (Hg.): Jean-Jacques Grunenwald. Paris, France: G. Serret, 1984.